# Клейн, Рулоф
Рулоф Клейн (нидерл. Roelof Klein; 7 июня 1877, Леммер, Фрисландия — 12 февраля 1960, Монклер, Нью-Джерси) — нидерландский гребец, чемпион и призёр летних Олимпийских игр 1900.
Клейн участвовал в соревнованиях двоек с рулевым (вместе с Франсуа Брандтом) и восьмёрок. В парном состязании он занял первое место, заняв сначала вторую позицию в полуфинале, и потом выиграв финальную гонку. В соревнованиях восьмёрок его команда сначала выиграла полуфинал, но затем заняла третье место в заключительном заплыве.